# Tormenta tropical Beta (2020)
La tormenta tropical Beta fue un ciclón tropical que trajo fuertes lluvias inundaciones y clima severo al sureste de los Estados Unidos en septiembre de 2020. Fue la vigésimo tercera depresión tropical y la vigésimo tercera tormenta tropical o subtropical de la temporada récord de huracanes del Atlántico de 2020 y originalmente se formó a partir de una zona de baja presión que se desarrolló en el noreste del Golfo de México el 10 de septiembre. 
Se movió lentamente hacia el suroeste siendo obstaculizado inicialmente por el desarrollo del cercano Huracán Sally. Después de que Sally se metió tierra adentro por el sureste de los Estados Unidos ya debilitado, la perturbación se volvió casi estacionaria en el suroeste del Golfo, donde comenzó a organizarse. Hacia el 16 de septiembre, la tormenta había ganado un centro de circulación de bajo nivel y tenía suficiente organización para ser designada Depresión Tropical Veintidós. El sistema mantuvo su intensidad durante un día debido a la influencia de la fuerte cizalladura del viento y el aire seco, antes de alcanzar finalmente la fuerza de tormenta tropical. Se movió lentamente hacia el norte y se intensificó hasta convertirse en una tormenta tropical de rango medio antes de que el aire seco y la cizalladura del viento detuvieran su intensificación. Beta se volvió casi estacionaria el 99 de septiembre, antes de comenzar a moverse al día siguiente hacia el oeste hacia la costa de Texas, debilitándose a medida que se acercaba. El 21 de septiembre, Beta tocó tierra cerca de la Península de Matagorda, Texas como tormenta tropical con vientos máximos sostenidos de 85 km/h (50 mph). Al día siguiente se debilitó en forma de depresión tropical antes de convertirse en postropical a comienzos del 23 de septiembre. Sus restos se movieron hacia el noreste antes de que el centro se alargara y se fusionara con un frente frío a principios del 25 de septiembre.
La naturaleza expansiva y el movimiento lento de la tormenta provocaron que numerosas áreas a lo largo de la costa del Golfo fueran golpeadas por fuertes olas y olas altas durante varios días, mientras que las lluvias torrenciales y las marejadas ciclónicas afectaron a áreas que ya estaban luchando por recuperarse de ciclones tropicales anteriores, como los huracanes Laura y Sally. Varias calles, carreteras e incluso carreteras interestatales en Houston se cerraron debido a las inundaciones. Luisiana, Misisipi, Alabama, Georgia y Las Carolinas se vieron afectados por inundaciones, ráfagas de viento y también clima severo. Se ha confirmado la muerte de una persona en Texas debido a los impactos de Beta. Se estimó que el daño total de la tormenta fue de al menos 225 millones de dólares.

## Historia Meteorológica

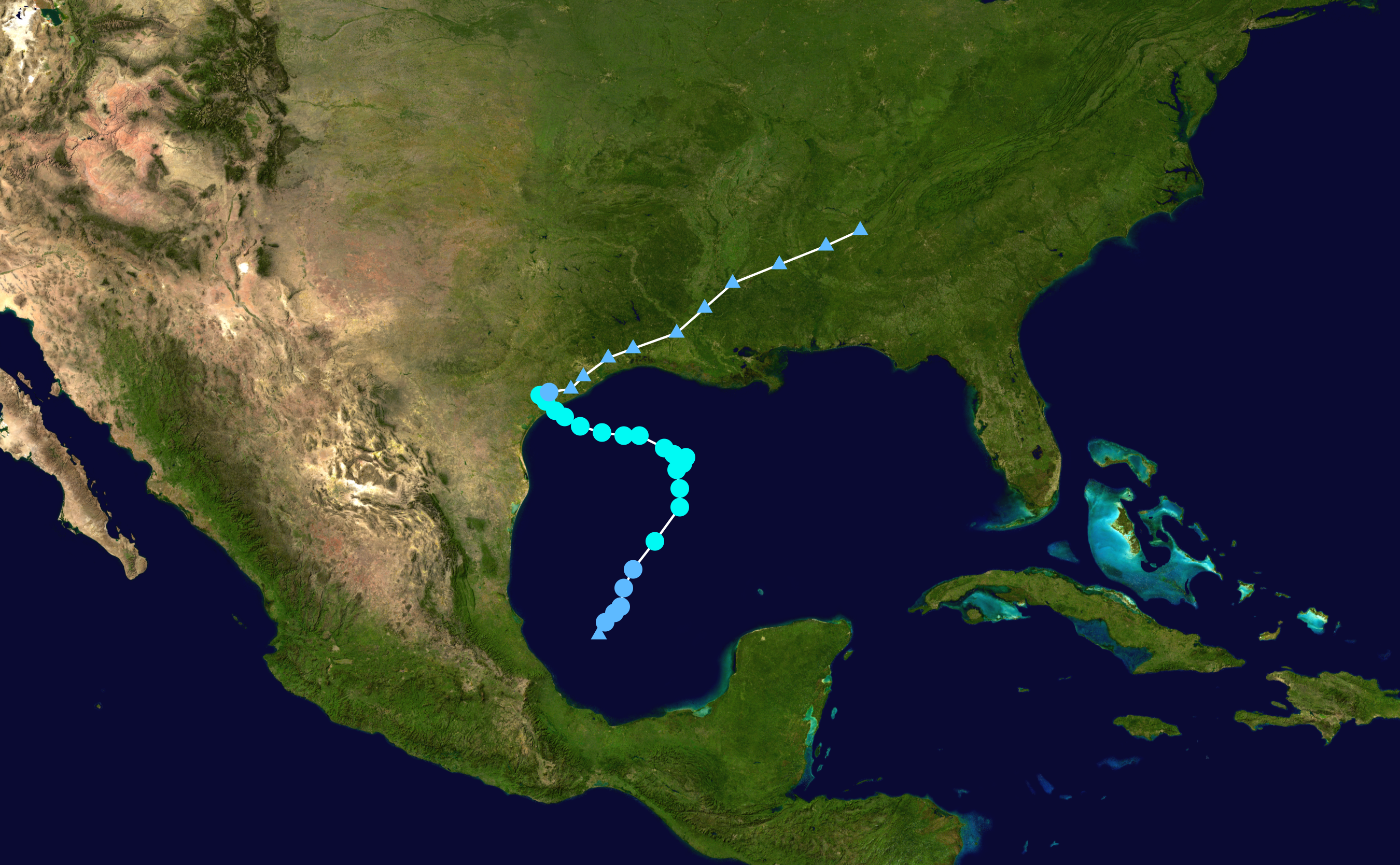
Mapa que traza la trayectoria y la intensidad de la tormenta, de acuerdo con la escala de huracanes de Saffir-Simpson

El Centro Nacional de Huracanes (NHC) comenzó a monitorear una perturbación a las 12:00 UTC del 10 de septiembre. Poco o ningún desarrollo del sistema se produjo cuando comenzó a girar lentamente hacia el suroeste y para el 14 de septiembre no se esperaba que se convirtiera en un ciclón tropical debido a los fuertes vientos en los niveles altos producidos por el cercano Huracán Sally. No obstante, la perturbación persistió y se trasladó hacia el suroeste, hacia el suroeste del Golfo de México, donde comenzó a organizarse cuando Sally se trasladó al sureste de los Estados Unidos a principios del 16 de septiembre. Al día siguiente, los cazadores de huracanes encontraron una circulación cerrada, y como las tormentas eléctricas persistieron cerca del centro, el sistema se convirtió en la Depresión Tropical Veintidós a las 12:00 UTC del 17 de septiembre. A las 18:00 UTC del 18 de septiembre, el sistema se fortaleció convirtiéndose en la Tormenta Tropical Beta, la 23ª tormenta tropical o subtropical en formación más temprana registrada en una temporada de huracanes en el Atlántico, superando la antigua marca del 22 de octubre, establecida por Tormenta tropical Alpha de 2005.
Aunque afectada por la cizalladura del viento y el aire seco, la tormenta continuó intensificándose, alcanzando una intensidad máxima de vientos máximos sostenidos de 100 km/h (65 mph) a las 12:00 UTC del 20 de septiembre mientras que la presión más baja, de 993 mbar, la alcanzó poco después, a las 00:00 UTC del 21 de septiembre. Sin embargo, se volvió casi estacionario después de girar hacia el oeste sobre el Golfo de México. Esto causó surgencia y los continuos efectos negativos del aire seco y la cizalladura del viento hicieron que la tormenta se desorganizara, aunque la velocidad del viento se mantuvo igual gracias a un límite de flujo de salida. Después de ir hacia el noreste, la convección de Beta continuó aumentando y disminuyendo a medida que la tormenta se movía hacia el oeste-noroeste con el centro reformándose hacia el oeste. La estructura de Beta se degradó aún más con nubes de estratocúmulos de aire frío estables situadas alrededor de su centro. Cuando Beta se acercó a la costa de Texas, se debilitó un poco antes de tocar tierra en la península de Matagorda a las 02:45 UTC del 22 de septiembre con vientos de 85 km/h (45 mph) y una presión de 997 mbar. Posteriormente, Beta se debilitó un poco más cayendo al estado de depresión tropical a las 18:00 UTC. Luego se volvió de nuevo casi estacionaria antes de girar hacia el este y debilitarse ligeramente, lo que provocó que el NHC emitiera su aviso final y trasladara futuras responsabilidades de asesoramiento al Centro de Predicción Meteorológica (WPC). Beta luego se convirtió en un ciclón postropical a las 00:00 UTC del 23 de septiembre y aceleró hacia el noreste, pasando a través de Louisiana y Misisipi hacia el norte de Alabama. El centro se volvió menos definido y la amenaza de fuertes lluvias disminuyó, y el sistema se disipó a las 06:00 UTC del 25 de septiembre. Posteriormente, el WPC emitió su aviso final a las 09:00 UTC de ese día. 